# Llista d'espècies de ctènids
Aquesta és la llista d'espècies de ctènids, una família d'aranyes araneomorfes. Conté la informació recollida fins al 28 d'octubre de 2006 i hi ha citats 39 gèneres i 458 espècies, però la majoria formen part del gènere Ctenus amb 248 espècies. La seva distribució és diversa, per tota Oceania, Àsia Oriental, i una gran part d'Àfrica i Amèrica.

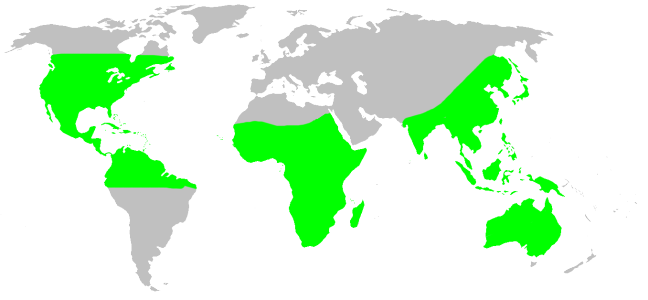
Distribució dels ctènids

## Gèneres i espècies

### Acantheis
Thorell, 1891
- Acantheis boetonensis (Strand, 1913) (Sulawesi)
- Acantheis celer (Simon, 1897) (Java)
- Acantheis dimidiatus (Thorell, 1890) (Sumatra)
- Acantheis indicus Gravely, 1931 (Índia)
- Acantheis laetus (Thorell, 1890) (Borneo)
- Acantheis longiventris Simon, 1897 (Malàisia, Indonèsia)
- Acantheis oreus (Simon, 1901) (Malàisia)
- Acantheis variatus (Thorell, 1890) (Illes Nias)

### Acanthoctenus
Keyserling, 1877
- Acanthoctenus gaujoni Simon, 1906 (Veneçuela, Equador)
- Acanthoctenus kollari (Reimoser, 1939) (Costa Rica)
- Acanthoctenus maculatus Petrunkevitch, 1925 (Panamà)
- Acanthoctenus mammifer Mello-Leitão, 1939 (Brasil)
- Acanthoctenus obauratus Simon, 1906 (Brasil)
- Acanthoctenus plebejus Simon, 1906 (Veneçuela, Perú)
- Acanthoctenus remotus Chickering, 1960 (Jamaica)
- Acanthoctenus rubrotaeniatus Mello-Leitão, 1947 (Brasil)
- Acanthoctenus spiniger Keyserling, 1877 (Mèxic fins a Veneçuela)
- Acanthoctenus spinipes Keyserling, 1877 (Guatemala fins a Paraguai)

### Àfricactenus
Hyatt, 1954
- Àfricactenus acteninus Benoit, 1974 (Congo)
- Àfricactenus agilior (Pocock, 1899) (Àfrica Central i Occidental)
- Àfricactenus decorosus (Arts, 1912) (Camerun, Costa d'Ivori, Congo)
- Àfricactenus depressus Hyatt, 1954 (Camerun)
- Àfricactenus evadens Steyn & Jocqué, 2003 (Costa d'Ivori)
- Àfricactenus fernandensis (Simon, 1910) (Bioko)
- Àfricactenus ghesquierei (Lessert, 1946) (Congo)
- Àfricactenus giganteus Benoit, 1974 (Congo)
- Àfricactenus guineensis (Simon, 1897) (Sierra Leone)
- Àfricactenus kribiensis Hyatt, 1954 (Camerun, Gabon)
- Àfricactenus leleupi Benoit, 1975 (Congo)
- Àfricactenus longurio (Simon, 1910) (Àfrica Occidental)
- Àfricactenus monitor Steyn & Jocqué, 2003 (Costa d'Ivori)
- Àfricactenus pococki Hyatt, 1954 (Camerun, Gabon)
- Àfricactenus poecilus (Thorell, 1899) (Camerun, Gabon)
- Àfricactenus simoni Hyatt, 1954 (Camerun)
- Àfricactenus sladeni Hyatt, 1954 (Camerun)
- Àfricactenus tenuitarsis (Strand, 1908) (Camerun)
- Àfricactenus tridentatus Hyatt, 1954 (Zimbabwe)
- Àfricactenus trilateralis Hyatt, 1954 (Camerun, Gabon)

### Amauropelma
Raven, Stumkat & Gray, 2001
- Amauropelma anzses Raven & Stumkat, 2001 (Queensland)
- Amauropelma bluewater Raven & Stumkat, 2001 (Queensland)
- Amauropelma claudie Raven & Stumkat, 2001 (Queensland)
- Amauropelma gayundah Raven & Stumkat, 2001 (Queensland)
- Amauropelma gordon Raven & Stumkat, 2001 (Queensland)
- Amauropelma hasenpuschi Raven & Stumkat, 2001 (Queensland)
- Amauropelma leo Raven & Stumkat, 2001 (Queensland)
- Amauropelma mcilwraith Raven & Stumkat, 2001 (Queensland)
- Amauropelma monteithi Raven & Stumkat, 2001 (Queensland)
- Amauropelma mossman Raven & Stumkat, 2001 (Queensland)
- Amauropelma pineck Raven & Stumkat, 2001 (Queensland)
- Amauropelma rifleck Raven & Stumkat, 2001 (Queensland)
- Amauropelma torbjorni Raven & Gray, 2001 (Queensland)
- Amauropelma trueloves Raven & Stumkat, 2001 (Queensland)
- Amauropelma undara Raven & Gray, 2001 (Queensland)
- Amauropelma wallaman Raven & Stumkat, 2001 (Queensland)

### Anahita
Karsch, 1879
- Anahita aculeata (Simon, 1897) (Àfrica Central i Occidental)
- Anahita blandini Benoit, 1977 (Costa d'Ivori)
- Anahita centralis Benoit, 1977 (Central Àfrica)
- Anahita concrassata Benoit, 1977 (Burundi)
- Anahita concreata Benoit, 1977 (Congo)
- Anahita concussor Benoit, 1977 (Congo)
- Anahita faradjensis Lessert, 1929 (Congo)
- Anahita fauna Karsch, 1879 (Rússia, Xina, Corea, Japó)
- Anahita lineata Simon, 1896 (Costa d'Ivori, Congo)
- Anahita lycosina (Simon, 1897) (Àfrica Occidental)
- Anahita mamma Karsch, 1884 (Oest, Àfrica Central i Oriental)
- Anahita maolan Zhu, Chen & Song, 1999 (Xina)
- Anahita nathani Strand, 1906 (Bahames)
- Anahita pallida (L. Koch, 1875) (Egipte, Etiòpia)
- Anahita punctata (Thorell, 1890) (Sumatra)
- Anahita punctulata (Hentz, 1844) (EUA)
- Anahita pygmaea Benoit, 1977 (Costa d'Ivori)
- Anahita samplexa Yin, Tang & Gong, 2000 (Xina, Corea)
- Anahita similis Caporiacco, 1947 (Àfrica Central i Oriental)
- Anahita Síriaca (O. P.-Cambridge, 1872) (Israel)
- Anahita zoroides Schmidt & Krause, 1994 (Illes Comoro)

### Ancylometes
Bertkau, 1880
- Ancylometes amazonicus Simon, 1898 (Perú, Brasil)
- Ancylometes birabeni (Carcavallo & Martínez, 1961) (Argentina)
- Ancylometes bogotensis (Keyserling, 1877) (Nicaragua fins a Bolívia)
- Ancylometes concolor (Perty, 1833) (Brasil, Bolívia, Paraguai, Argentina)
- Ancylometes hewitsoni (F. O. P.-Cambridge, 1897) (Bolívia, Brasil)
- Ancylometes japura Höfer & Brescovit, 2000 (Brasil)
- Ancylometes jau Höfer & Brescovit, 2000 (Brasil)
- Ancylometes pantanal Höfer & Brescovit, 2000 (Brasil)
- Ancylometes riparius Höfer & Brescovit, 2000 (Brasil)
- Ancylometes rufus (Walckenaer, 1837) (Amèrica)
- Ancylometes terrenus Höfer & Brescovit, 2000 (Brasil)

### Apolania
Simon, 1898
- Apolania segmentata Simon, 1898 (Seychelles)

### Asthenoctenus
Simon, 1897
- Asthenoctenus borellii Simon, 1897 (Brasil, Uruguai, Paraguai, Argentina)
- Asthenoctenus hingstoni (Mello-Leitão, 1948) (Guyana)
- Asthenoctenus longistylus Brescovit & Simó, 1998 (Brasil)

### Bengalla
Gray & Thompson, 2001
- Bengalla bertmaini Gray & Thompson, 2001 (Oest d'Austràlia)

### Caloctenus
Keyserling, 1877
- Caloctenus abyssinicus Strand, 1917 (Etiòpia)
- Caloctenus aculeatus Keyserling, 1877 (Colòmbia)
- Caloctenus carbonera Silva, 2004 (Veneçuela)
- Caloctenus oxapampa Silva, 2004 (Perú)
- Caloctenus gracilitarsis Simon, 1897 (Veneçuela)

### Celaetycheus
Simon, 1897
- Celaetycheus cabriolatus Franganillo, 1930 (Cuba)
  - Celaetycheus cabriolatus pardosiformis Franganillo, 1930 (Cuba)
- Celaetycheus delesserti Caporiacco, 1947 (Guyana)
- Celaetycheus flavostriatus Simon, 1897 (Brasil)
- Celaetycheus fulvorufus Franganillo, 1930 (Cuba)
  - Celaetycheus fulvorufus afoliatus Franganillo, 1931 (Cuba)
- Celaetycheus modestus Bryant, 1942 (Puerto Rico)
- Celaetycheus paradoxus F. O. P.-Cambridge, 1900 (Panamà)
- Celaetycheus strenuus Bryant, 1942 (Puerto Rico)

### Centroctenus
Mello-Leitão, 1929
- Centroctenus acara Brescovit, 1996 (Brasil)
- Centroctenus auberti (Caporiacco, 1954) (Veneçuela, Brasil, Guaiana Francesa)
- Centroctenus irupana Brescovit, 1996 (Bolívia)
- Centroctenus miriuma Brescovit, 1996 (Brasil)
- Centroctenus ocelliventer (Strand, 1909) (Brasil)

### Ctenopsis
Schmidt, 1956
- Ctenopsis stellata Schmidt, 1956 (Brasil)

### Ctenus
Walckenaer, 1805
- Ctenus abditus Arts, 1912 (Congo, Tanzània)
- Ctenus acanthoctenoides Schmidt, 1956 (Equador)
- Ctenus adustus (Keyserling, 1877) (Colòmbia)
- Ctenus agroecoides (Thorell, 1881) (Queensland)
- Ctenus albofasciatus F. O. P.-Cambridge, 1897 (Brasil)
- Ctenus alienus F. O. P.-Cambridge, 1900 (Guatemala)
- Ctenus amanensis Strand, 1907 (Àfrica Oriental)
- Ctenus amphora Mello-Leitão, 1930 (Brasil, Guyana)
- Ctenus anahitaeformis Benoit, 1981 (Burundi)
- Ctenus anahitiformis Strand, 1909 (Brasil)
- Ctenus andamanensis Gravely, 1931 (Índia)
- Ctenus angigitanus Roewer, 1938 (Nova Guinea)
- Ctenus angularis Roewer, 1938 (Illes Aru)
- Ctenus anisitsi Strand, 1909 (Paraguai)
- Ctenus argentipes Hasselt, 1893 (Sumatra)
- Ctenus aruanus Strand, 1911 (Illes Aru)
- Ctenus atrivulvus Strand, 1909 (Brasil)
- Ctenus auricomus Arts, 1912 (Àfrica Central i Oriental)
- Ctenus avidus Bryant, 1948 (Hispaniola)
- Ctenus bahamensis Strand, 1907 (Bahames)
- Ctenus bantaengi Merian, 1911 (Sulawesi)
- Ctenus barbatus Thorell, 1895 (Myanmar)
- Ctenus beerwaldi Strand, 1906 (Àfrica Oriental)
- Ctenus bicolor (Bertkau, 1880) (Brasil)
- Ctenus bicostatus Thorell, 1890 (Borneo)
- Ctenus bigibbosus Benoit, 1980 (Congo)
- Ctenus bilobatus F. O. P.-Cambridge, 1900 (Mèxic)
- Ctenus biprocessis Strand, 1906 (Etiòpia)
- Ctenus birabeni Mello-Leitão, 1941 (Argentina)
- Ctenus blumenauensis Strand, 1909 (Brasil)
- Ctenus bolivicola Strand, 1907 (Bolívia)
- Ctenus bomdilaensis Tikader & Malhotra, 1981 (Índia)
- Ctenus bowonglangi Merian, 1911 (Sulawesi)
- Ctenus brevipes Keyserling, 1891 (Brasil)
- Ctenus brevitarsus Bryant, 1940 (Cuba)
- Ctenus bueanus Strand, 1916 (Camerun)
- Ctenus bulimus Strand, 1909 (Brasil)
- Ctenus calcaratus F. O. P.-Cambridge, 1900 (Guatemala)
- Ctenus calcarifer F. O. P.-Cambridge, 1902 (Borneo)
- Ctenus calderitas Alayón, 2002 (Mèxic)
- Ctenus caligineus Arts, 1912 (Àfrica Central i Oriental)
- Ctenus calzada Alayón, 1985 (Cuba)
- Ctenus captiosus Gertsch, 1935 (EUA)
- Ctenus capulinus (Karsch, 1879) (Àfrica Central i Occidental)
- Ctenus cavaticus Arts, 1912 (Congo, Angola)
- Ctenus celebensis Pocock, 1897 (Sulawesi)
- Ctenus celisi Benoit, 1981 (Congo)
- Ctenus ceylonensis F. O. P.-Cambridge, 1897 (Sri Lanka)
- Ctenus clariventris Strand, 1906 (Etiòpia)
- Ctenus coccineipes Pocock, 1903 (Àfrica Central i Occidental)
- Ctenus cochinensis Gravely, 1931 (Índia)
- Ctenus Colòmbianus Mello-Leitão, 1941 (Colòmbia)
- Ctenus colonicus Arts, 1912 (Àfrica Oriental)
- Ctenus complicatus Franganillo, 1946 (Cuba)
- Ctenus constrictus Benoit, 1981 (Congo)
- Ctenus convexus F. O. P.-Cambridge, 1900 (Mèxic fins a Costa Rica)
- Ctenus corniger F. O. P.-Cambridge, 1898 (Sud-àfrica)
- Ctenus coxanus Bryant, 1940 (Cuba)
- Ctenus cruciatus Franganillo, 1930 (Cuba)
- Ctenus crulsi Mello-Leitão, 1930 (Brasil)
- Ctenus curvipes (Keyserling, 1881) (Panamà)
- Ctenus dangsus Reddy & Patel, 1994 (Índia)
- Ctenus darlingtoni Bryant, 1948 (Hispaniola)
- Ctenus datus Strand, 1909 (Equador)
- Ctenus decemnotatus Simon, 1909 (Guinea-Bissau)
- Ctenus decorus (Gerstäcker, 1873) (Àfrica Oriental)
- Ctenus denticulatus (Simon, 1884) (Myanmar, Simeulue)
- Ctenus denticulatus Benoit, 1981 (Congo)
- Ctenus dilucidus Simon, 1910 (Congo)
- Ctenus doloensis Caporiacco, 1940 (Etiòpia)
- Ctenus drassoides (Karsch, 1879) (Colòmbia)
- Ctenus dreyeri Strand, 1906 (Camerun)
- Ctenus dubius Walckenaer, 1805 (Guyana)
- Ctenus efferatus Arts, 1912 (Congo)
- Ctenus elgonensis Benoit, 1978 (Kenya)
- Ctenus ellacomei F. O. P.-Cambridge, 1902 (Surinam)
- Ctenus embolus Benoit, 1981 (Congo)
- Ctenus eminens Arts, 1912 (Togo, Costa d'Ivori)
- Ctenus ensiger F. O. P.-Cambridge, 1900 (Mèxic)
- Ctenus erythrochelis (Simon, 1876) (Oest, Àfrica Central i Oriental)
- Ctenus esculentus Arts, 1912 (Camerun, Congo)
- Ctenus excavatus F. O. P.-Cambridge, 1900 (Mèxic)
- Ctenus exlineae Peck, 1981 (EUA)
- Ctenus facetus Arts, 1912 (Congo, Àfrica Oriental)
- Ctenus falcatus F. O. P.-Cambridge, 1902 (St. Lucia)
- Ctenus falciformis Benoit, 1981 (Congo)
- Ctenus falconensis Schenkel, 1953 (Veneçuela)
- Ctenus fallax Steyn & Van der Donckt, 2003 (Costa d'Ivori)
- Ctenus fasciatus Mello-Leitão, 1943 (Brasil)
- Ctenus feai F. O. P.-Cambridge, 1902 (Myanmar)
- Ctenus fernandae Brescovit & Simo, 2007 (Brasil)
- Ctenus feshius Benoit, 1979 (Congo)
- Ctenus flavidus Hogg, 1922 (Vietnam)
- Ctenus floweri F. O. P.-Cambridge, 1897 (Malàisia)
- Ctenus fulvipes Caporiacco, 1947 (Guyana)
- Ctenus fungifer Thorell, 1890 (Malàisia)
- Ctenus griseolus Mello-Leitão, 1936 (Brasil)
- Ctenus griseus Keyserling, 1891 (Brasil)
- Ctenus guadalupei Mello-Leitão, 1941 (Guadalupe)
- Ctenus gulosus Arts, 1912 (Sud-àfrica)
- Ctenus haitiensis Strand, 1909 (Hispaniola)
- Ctenus haina Alayón, 2004 (Hispaniola)
- Ctenus herteli Mello-Leitão, 1947 (Brasil)
- Ctenus hibernalis Hentz, 1844 (EUA)
- Ctenus hiemalis Bryant, 1948 (Hispaniola)
- Ctenus himalayensis Gravely, 1931 (Índia)
- Ctenus holmi Benoit, 1978 (Kenya)
- Ctenus hosei F. O. P.-Cambridge, 1897 (Borneo)
- Ctenus humilis (Keyserling, 1887) (Nicaragua)
- Ctenus hygrophilus Benoit, 1977 (Congo)
- Ctenus idjwiensis Benoit, 1979 (Congo)
- Ctenus inaja Höfer, Brescovit & Gasnier, 1994 (Perú, Bolívia, Brasil)
- Ctenus inazensis Strand, 1909 (Equador)
- Ctenus incolans F. O. P.-Cambridge, 1900 (Guatemala, Costa Rica)
- Ctenus indicus Gravely, 1931 (Índia)
- Ctenus insulanus Bryant, 1948 (Hispaniola)
- Ctenus isolatus Bryant, 1940 (Cuba)
- Ctenus itatiayaeformis Caporiacco, 1955 (Veneçuela)
- Ctenus jaminauensis Mello-Leitão, 1936 (Brasil)
- Ctenus jaragua Alayón, 2004 (Hispaniola)
- Ctenus javanus Pocock, 1897 (Java)
- Ctenus jucundus Thorell, 1897 (Myanmar)
- Ctenus kapuri Tikader, 1973 (Illes Andaman)
- Ctenus karschi Roewer, 1951 (Sri Lanka)
- Ctenus kenyamontanus Benoit, 1978 (Kenya)
- Ctenus kingsleyi F. O. P.-Cambridge, 1898 (Àfrica Central i Occidental)
- Ctenus kipatimus Benoit, 1981 (Tanzània)
- Ctenus kochi Simon, 1897 (Nova Guinea)
- Ctenus lacertus Benoit, 1979 (Congo)
- Ctenus lagesicola Strand, 1909 (Brasil)
- Ctenus latitabundus Arts, 1912 (Àfrica Central i Oriental)
- Ctenus lejeunei Benoit, 1977 (Congo)
- Ctenus leonardi Simon, 1910 (Àfrica Occidental)
- Ctenus levipes Arts, 1912 (Tanzània)
- Ctenus longicalcar Kraus, 1955 (El Salvador)
- Ctenus longipes Keyserling, 1891 (Brasil)
  - Ctenus longipes vittatissimus Strand, 1916 (Brasil)
- Ctenus lubwensis Benoit, 1979 (Congo)
- Ctenus macellarius Simon, 1910 (Congo)
- Ctenus maculatus Franganillo, 1931 (Cuba)
- Ctenus maculisternis Strand, 1909 (Bolívia, Brasil)
- Ctenus magnificus Arts, 1912 (Àfrica Occidental)
- Ctenus malvernensis Petrunkevitch, 1910 (Jamaica)
- Ctenus manauara Höfer, Brescovit & Gasnier, 1994 (Brasil)
- Ctenus manni Bryant, 1948 (Hispaniola)
- Ctenus marginatus Walckenaer, 1847 (Fiji, Illes Solomon)
- Ctenus meghalayaensis Tikader, 1976 (Índia)
- Ctenus mentor Strand, 1909 (Brasil)
- Ctenus minimus F. O. P.-Cambridge, 1897 (Amèrica del Nord)
- Ctenus minor F. O. P.-Cambridge, 1897 (Brasil)
- Ctenus minusculus Keyserling, 1891 (Brasil)
- Ctenus mirificus Arts, 1912 (Togo, Costa d'Ivori)
- Ctenus miserabilis Strand, 1916 (Colòmbia)
- Ctenus mitchelli Gertsch, 1971 (Mèxic)
- Ctenus modestus Simon, 1897 (Zanzíbar, Kenya)
- Ctenus monticola Bryant, 1948 (Hispaniola)
- Ctenus mourei Mello-Leitão, 1947 (Brasil)
- Ctenus musosanus Benoit, 1979 (Congo)
- Ctenus naranjo Alayón, 2004 (Hispaniola)
- Ctenus narashinhai Patel & Reddy, 1988 (Índia)
- Ctenus nigritarsis (Pavesi, 1897) (Etiòpia)
- Ctenus nigritus F. O. P.-Cambridge, 1897 (Brasil)
- Ctenus nigrolineatus Berland, 1913 (Equador)
- Ctenus nigromaculatus Thorell, 1899 (Central, Àfrica Occidental)
- Ctenus noctuabundus Arts, 1912 (Kenya)
- Ctenus obscurus (Keyserling, 1877) (Colòmbia)
- Ctenus occidentalis F. O. P.-Cambridge, 1898 (Àfrica Occidental)
- Ctenus oligochronius Arts, 1912 (Àfrica Oriental)
- Ctenus palembangensis Strand, 1906 (Sumatra)
- Ctenus paranus Strand, 1909 (Brasil)
- Ctenus parvoculatus Benoit, 1979 (Sud-àfrica)
- Ctenus parvus (Keyserling, 1877) (Colòmbia)
- Ctenus paubrasil Brescovit & Simo, 2007 (Brasil)
- Ctenus pauloterrai Brescovit & Simo, 2007 (Brasil)
- Ctenus pauper Mello-Leitão, 1947 (Brasil)
- Ctenus peregrinus F. O. P.-Cambridge, 1900 (Guatemala, Costa Rica)
  - Ctenus peregrinus sapperi Strand, 1916 (Guatemala)
- Ctenus pergulanus Arts, 1912 (Àfrica Central i Occidental)
- Ctenus periculosus Bristowe, 1931 (Krakatoa)
- Ctenus philippinensis F. O. P.-Cambridge, 1897 (Filipines)
- Ctenus pilosus Thorell, 1899 (Àfrica Central i Occidental)
- Ctenus pilosus Franganillo, 1930 (Cuba)
- Ctenus pogonias Thorell, 1900 (Camerun)
- Ctenus polli Hasselt, 1893 (Sumatra)
- Ctenus potteri Simon, 1901 (Etiòpia, Bioko)
- Ctenus pulchriventris (Simon, 1896) (Zimbabwe, Sud-àfrica)
- Ctenus pulvinatus Thorell, 1890 (Borneo)
- Ctenus quinquevittatus Strand, 1907 (Sud-àfrica)
- Ctenus racenisi Caporiacco, 1955 (Veneçuela)
- Ctenus ramosi Alayón, 2002 (Cuba)
- Ctenus ramosus Thorell, 1887 (Myanmar)
- Ctenus ravidus (Simon, 1886) (Argentina)
- Ctenus rectipes F. O. P.-Cambridge, 1897 (Brasil)
- Ctenus renivulvatus Strand, 1906 (Ghana)
- Ctenus rivulatus Pocock, 1899 (Camerun, Gabon)
- Ctenus robustus Thorell, 1897 (Myanmar)
- Ctenus rubripes Keyserling, 1881 (Panamà, Equador)
- Ctenus rufisternis Pocock, 1899 (New Bretanya)
- Ctenus rwandanus Benoit, 1981 (Ruanda)
- Ctenus sagittatus Giltay, 1935 (Sulawesi)
- Ctenus saltensis Strand, 1909 (Argentina, Bolívia)
- Ctenus sanctaecatharinae Strand, 1916 (Brasil)
- Ctenus sanguineus Walckenaer, 1837 (Brasil)
- Ctenus sarawakensis F. O. P.-Cambridge, 1897 (Borneo)
- Ctenus satanas Strand, 1909 (Equador)
- Ctenus scenicus Caporiacco, 1947 (Guyana)
- Ctenus schneideri Strand, 1906 (Àfrica Occidental)
- Ctenus semiornatus Mello-Leitão, 1939 (Brasil)
- Ctenus senex Mello-Leitão, 1929 (Brasil, Guyana)
- Ctenus serratipes F. O. P.-Cambridge, 1897 (Brasil)
- Ctenus serrichelis Mello-Leitão, 1922 (Brasil)
- Ctenus sexmaculatus Roewer, 1961 (Senegal)
- Ctenus siankaan Alayón, 2002 (Mèxic)
- Ctenus sikkimensis Gravely, 1931 (Índia)
- Ctenus silvaticus Benoit, 1981 (Congo)
- Ctenus similis F. O. P.-Cambridge, 1897 (Brasil)
- Ctenus simplex Thorell, 1897 (Myanmar)
- Ctenus sinuatipes F. O. P.-Cambridge, 1897 (Panamà, Costa Rica)
- Ctenus smythiesi Simon, 1897 (Índia)
- Ctenus somaliensis Benoit, 1979 (Somàlia)
- Ctenus spectabilis Lessert, 1921 (Àfrica Central i Oriental)
- Ctenus spiculus F. O. P.-Cambridge, 1897 (Colòmbia)
- Ctenus spiralis F. O. P.-Cambridge, 1900 (Costa Rica)
- Ctenus supinus F. O. P.-Cambridge, 1900 (Costa Rica)
- Ctenus taeniatus Keyserling, 1891 (Brasil, Argentina)
- Ctenus tamerlani Roewer, 1951 (Myanmar)
- Ctenus taperae Mello-Leitão, 1936 (Brasil)
- Ctenus tarsalis F. O. P.-Cambridge, 1902 (Brasil)
- Ctenus tatarendensis Tullgren, 1905 (Bolívia)
- Ctenus tenuipes Denis, 1955 (Guinea)
- Ctenus thorelli F. O. P.-Cambridge, 1897 (Sri Lanka)
- Ctenus transvaalensis Benoit, 1981 (Sud-àfrica)
- Ctenus tumidulus (Simon, 1887) (Myanmar)
- Ctenus tuniensis Patel & Reddy, 1988 (Índia)
- Ctenus uluguruensis Benoit, 1979 (Tanzània)
- Ctenus undulatus Steyn & Van der Donckt, 2003 (Costa d'Ivori)
- Ctenus unilineatus Simon, 1897 (Saint Vincent)
- Ctenus vagus Blackwall, 1866 (Àfrica Occidental)
- Ctenus validus Denis, 1955 (Guinea)
- Ctenus valverdiensis Peck, 1981 (EUA)
- Ctenus valvularis (Hasselt, 1882) (Java, Sumatra)
- Ctenus vatovae Caporiacco, 1940 (Etiòpia)
- Ctenus velox Blackwall, 1865 (Central, Est, Àfrica Meridional)
- Ctenus vernalis Bryant, 1940 (Cuba)
- Ctenus vespertilio Mello-Leitão, 1941 (Colòmbia)
- Ctenus villasboasi Mello-Leitão, 1949 (Equador, Brasil)
- Ctenus vividus Blackwall, 1865 (Àfrica Central)
- Ctenus walckenaeri Griffith, 1833 (possiblement Sud-amèrica)
- Ctenus w-notatus Petrunkevitch, 1925 (Panamà)
- Ctenus yaeyamensis Yoshida, 1998 (Taiwan, Japó)

### Cupiennius
Simon, 1891
- Cupiennius bimaculatus (Taczanowski, 1874) (Veneçuela, Brasil, Guyana, Equador)
- Cupiennius chiapanensis Medina, 2006 (Mèxic)
- Cupiennius coccineus F. O. P.-Cambridge, 1901 (Costa Rica, Panamà)
- Cupiennius cubae Strand, 1910 (Cuba, Costa Rica fins a Veneçuela)
- Cupiennius foliatus F. O. P.-Cambridge, 1901 (Costa Rica, Panamà)
- Cupiennius getazi Simon, 1891 (Costa Rica, Panamà)
- Cupiennius granadensis (Keyserling, 1877) (Costa Rica fins a Colòmbia)
- Cupiennius remedius Barth & Cordes, 1998 (Guatemala)
- Cupiennius salei (Keyserling, 1877) (Mèxic, Amèrica Central, Hispaniola)
- Cupiennius valentinei (Petrunkevitch, 1925) (Panamà)
- Cupiennius vodou Brescovit & Polotow, 2005 (Hispaniola)

### Diallomus
Simon, 1897
- Diallomus fuliginosus Simon, 1897 (Sri Lanka)
- Diallomus speciosus Simon, 1897 (Sri Lanka)

### Enoploctenus
Simon, 1897
- Enoploctenus cyclothorax (Bertkau, 1880) (Brasil)
- Enoploctenus distinctus (Caporiacco, 1947) (Guyana)
- Enoploctenus luteovittatus (Simon, 1897) (Saint Vincent)
- Enoploctenus maculipes Strand, 1909 (Brasil)
- Enoploctenus morbidus Mello-Leitão, 1939 (Brasil)
- Enoploctenus pedatissimus Strand, 1909 (Equador, Brasil)
- Enoploctenus penicilliger (Simon, 1897) (Saint Vincent)

### Gephyroctenus
Mello-Leitão, 1936
- Gephyroctenus kolosvaryi Caporiacco, 1947 (Guyana)
- Gephyroctenus parvus Caporiacco, 1947 (Guyana)
- Gephyroctenus philodromoides Mello-Leitão, 1936 (Brasil)
- Gephyroctenus vachoni Caporiacco, 1955 (Veneçuela)

### Incasoctenus
Mello-Leitão, 1942
- Incasoctenus perplexus Mello-Leitão, 1942 (Perú)

### Isoctenus
Bertkau, 1880
- Isoctenus corymbus Polotow, Brescovit & Pellegatti-Franco, 2005 (Brasil)
- Isoctenus coxalis (F. O. P.-Cambridge, 1902) (Brasil)
- Isoctenus eupalaestrus Mello-Leitão, 1936 (Brasil)
- Isoctenus foliifer Bertkau, 1880 (Brasil)
- Isoctenus janeirus (Walckenaer, 1837) (Brasil)
- Isoctenus latevittatus Caporiacco, 1954 (Guaiana Francesa)
- Isoctenus masculus Mello-Leitão, 1939 (Brasil)
- Isoctenus sigma Schenkel, 1953 (Veneçuela)
- Isoctenus strandi Mello-Leitão, 1936 (Brasil)

### Itatiaya
Mello-Leitão, 1915
- Itatiaya apipema Polotow & Brescovit, 2006 (Brasil)
- Itatiaya iuba Polotow & Brescovit, 2006 (Brasil)
- Itatiaya modesta Mello-Leitão, 1915 (Brasil)
- Itatiaya pucupucu Polotow & Brescovit, 2006 (Brasil)
- Itatiaya pykyyra Polotow & Brescovit, 2006 (Brasil)
- Itatiaya tacamby Polotow & Brescovit, 2006 (Brasil)
- Itatiaya tubixaba Polotow & Brescovit, 2006 (Brasil)
- Itatiaya ywyty Polotow & Brescovit, 2006 (Brasil)

### Janusia
Gray, 1973
- Janusia muiri Gray, 1973 (Oest d'Austràlia)

### Leptoctenus
L. Koch, 1878
- Leptoctenus agalenoides L. Koch, 1878 (Austràlia)
- Leptoctenus byrrhus Simon, 1888 (EUA, Mèxic)
- Leptoctenus daoxianensis Yin, Tang & Gong, 2000 (Xina)
- Leptoctenus gertschi Peck, 1981 (Mèxic)
- Leptoctenus sonoraensis Peck, 1981 (Mèxic)

### Montescueia
Carcavallo & Martínez, 1961
- Montescueia leitaoi Carcavallo & Martínez, 1961 (Argentina)

### Nothroctenus
Badcock, 1932
- Nothroctenus bahiensis Mello-Leitão, 1936 (Brasil)
- Nothroctenus fuxico Dias & Brescovit, 2004 (Brasil)
- Nothroctenus lineatus (Tullgren, 1905) (Bolívia)
- Nothroctenus marshi (F. O. P.-Cambridge, 1897) (Brasil, Paraguai, Bolívia)
  - Nothroctenus marshi pygmaeus Strand, 1909 (Brasil)
- Nothroctenus omega (Mello-Leitão, 1929) (Brasil)
- Nothroctenus sericeus (Mello-Leitão, 1929) (Brasil)
- Nothroctenus spinulosus (Mello-Leitão, 1929) (Brasil)
- Nothroctenus stupidus Badcock, 1932 (Paraguai)

### Oligoctenus
Simon, 1887
- Oligoctenus guantanamo Alayón, 2001 (Cuba)
- Oligoctenus medius (Keyserling, 1891) (Panamà, Brasil)
- Oligoctenus ornatus (Keyserling, 1876) (Brasil)
- Oligoctenus ottleyi Petrunkevitch, 1930 (Puerto Rico)
- Oligoctenus trinidensis Alayón, 2001 (Trinidad)
- Oligoctenus vehemens (Keyserling, 1891) (Brasil)

### Paravulsor
Mello-Leitão, 1922
- Paravulsor impudicus Mello-Leitão, 1922 (Brasil)

### Petaloctenus
Jocqué & Steyn, 1997
- Petaloctenus bossema Jocqué & Steyn, 1997 (Costa d'Ivori)
- Petaloctenus clathratus (Thorell, 1899) (Camerun)
- Petaloctenus cupido Van der Donckt & Jocqué, 2001 (Guinea)
- Petaloctenus lunatus Van der Donckt & Jocqué, 2001 (Nigèria)
- Petaloctenus songan Jocqué & Steyn, 1997 (Costa d'Ivori)

### Phoneutria
Perty, 1833
- Phoneutria bahiensis Simó & Brescovit, 2001 (Brasil)
- Phoneutria boliviensis (F. O. P.-Cambridge, 1897) (Central, Sud Amèrica)
- Phoneutria fera Perty, 1833 (Equador, Perú, Brasil, Surinam, Guyana)
- Phoneutria nigriventer (Keyserling, 1891) (Brasil, Uruguai, Paraguai, Argentina)
- Phoneutria reidyi (F. O. P.-Cambridge, 1897) (Veneçuela, Perú, Brasil, Guyana)

### Phymatoctenus
Simon, 1897
- Phymatoctenus comosus Simon, 1897 (Brasil)
- Phymatoctenus sassii Reimoser, 1939 (Costa Rica)
- Phymatoctenus tristani Reimoser, 1939 (Costa Rica)

### Pseudoctenus
Caporiacco, 1949
- Pseudoctenus meneghettii Caporiacco, 1949 (Kenya)

### Thoriosa
Simon, 1910
- Thoriosa fulvastra Simon, 1910 (São Tomé, Príncipe, Sierra Leone)
- Thoriosa spadicea (Simon, 1910) (São Tomé, Príncipe)
- Thoriosa spinivulva (Simon, 1910) (São Tomé)
- Thoriosa taurina (Simon, 1910) (São Tomé, Annobón)

### Trogloctenus
Lessert, 1935
- Trogloctenus briali Ledoux, 2004 (Réunion)
- Trogloctenus fagei (Lessert, 1935) (Congo)

### Trujillina
Bryant, 1948
- Trujillina hursti (Bryant, 1948) (Hispaniola)
- Trujillina isolata (Bryant, 1942) (Puerto Rico)
- Trujillina spinipes Bryant, 1948 (Hispaniola)

### Tuticanus
Simon, 1897
- Tuticanus cruciatus Simon, 1897 (Equador)
- Tuticanus major (Keyserling, 1879) (Perú)

### Viracucha
Lehtinen, 1967
- Viracucha andicola (Simon, 1906) (Bolívia)
- Viracucha exilis (Mello-Leitão, 1936) (Brasil)
- Viracucha misionesicus (Mello-Leitão, 1945) (Argentina)
- Viracucha Paraguaiensis (Strand, 1909) (Brasil, Paraguai)
- Viracucha ridleyi (F. O. P.-Cambridge, 1897) (Brasil)
- Viracucha silvicola (Soares & Soares, 1946) (Brasil)

### Viridasius
Simon, 1889
- Viridasius fasciatus (Lenz, 1886) (Madagascar)

### Vulsor
Simon, 1889
- Vulsor bidens Simon, 1889 (Illes Comoro)
- Vulsor isaloensis (Ono, 1993) (Madagascar)
- Vulsor occidentalis Mello-Leitão, 1922 (Brasil)
- Vulsor penicillatus Simon, 1896 (Madagascar)
- Vulsor quartus Strand, 1907 (Madagascar)
- Vulsor quintus Strand, 1907 (Madagascar)
- Vulsor septimus Strand, 1907 (Madagascar)
- Vulsor sextus Strand, 1907 (Madagascar)

### Wiedenmeyeria
Schenkel, 1953
- Wiedenmeyeria falconensis Schenkel, 1953 (Veneçuela)